# Новоганцевичі
Новоганцевичі — (біл. вёска Новаганцеўічы), село (веска) в складі Логойського району розташоване в Мінській області Білорусі, підпорядковане Каміньській сільській раді.
Село Новоганцевичі розташоване в центральних районах Білорусі, у північній частині Мінської області - орієнтовне розташування [Архівовано 11 червня 2020 у Wayback Machine.].